# Wilfredo Martínez
Wilfredo Martínez (ur. 9 stycznia 1985 w Hawanie) – kubański lekkoatleta, skoczek w dal.

## Osiągnięcia
- złoty medal mistrzostw panamerykańskich juniorów (Bridgetown 2003), w tych zawodach zajął także 4. lokatę w trójskoku[1]
- złoto młodzieżowych mistrzostw NACAC (Santo Domingo 2006)[2]
- srebro igrzysk panamerykańskich (Rio de Janeiro 2007), podczas tych zawodów Martínez był także 5. w sztafecie 4 x 100 metrów
- 8. lokata na halowych mistrzostwach świata (Walencja 2008)
- złoty medal mistrzostw Ameryki Środkowej i Karaibów (Cali 2008)
- 5. miejsce podczas igrzysk olimpijskich (Pekin 2008)
- wielokrotny medalista mistrzostw Kuby, w 2008 oraz 2010 został międzynarodowym halowym mistrzem Hiszpanii[3][4]

## Rekordy życiowe
- skok w dal – 8,31 (2008)
- skok w dal (hala) – 8,18 (2010)